# Girocotilide
Girocotilele sau girocotilidele (Gyrocotylidea) este un ordin de cestodarii, care include 10 specii endoparazite mai ales în intestin, la specii de pești holocefali. În partea anterioară se află scolexul conformat ca o pâlnie uneori foarte lungă și largă, iar în partea posterioară se găsește o ventuză de fixare foarte puternică (acetabulă), situată la extremitatea posterioară a animalului. Corpul este ovoidal, cu marginile prevăzute cu falduri neregulate și este protejat de o cuticulă groasă. Organizația internă este asemănătoare cu cea a monogenelor.  Gyrocotyle fimbriata parazitează în intestin la Hydrolagus sp., iar Gyrocotyle urna în intestin la la Chimaera monstruosa. Cuprinde o singură familia Gyrocotylidae

## Clasificare
Ordinul Gyrocotylidea
Familia Gyrocotylidae Benham, 1901
Genul Gyrocotyle Diesing, 1850
Gyrocotyle abyssicola van der Land & Templeman, 1968
Gyrocotyle confusa van der Land & Dienske, 1968
Gyrocotyle fimbriata Watson, 1911
Gyrocotyle major van der Land & Templeman, 1968
Gyrocotyle maxima MacDonagh, 1927
Gyrocotyle nigrosetosa Haswell, 1902
Gyrocotyle parvispinosa (Lynch, 1945) van der Land & Dienske, 1968
Gyrocotyle rugosa Diesing, 1850
Gyrocotyle urna (Wagener, 1852)
Genul Gyrocotyloides Fuhrmann, 1930
Gyrocotyloides nybelini Fuhrmann, 1931